# Mesamphiagrion ecuatoriale
Mesamphiagrion ecuatoriale là một loài chuồn chuồn kim trong họ Coenagrionidae.
Mesamphiagrion ecuatoriale được miêu tả khoa học năm 2008 bởi von Ellenrieder & Garrison.